# Gustavia acuminata
Gustavia acuminata é uma espécie de lenhosa da família Lecythidaceae, citada pela primeria vez em 1979..
Pode ser encontrada nos seguintes países: Brasil (Roraima e Venezuela, é restrita a esta região da Amazônia, onde ocorre apenas em florestas não inundáveis, entre 1250 e 1300 m de altitude.
Está ameaçada por perda de habitat pela expansão urbana.